# Капуцкий, Фёдор Николаевич
Фёдор Николаевич Капуцкий (бел. Фёдар Мікалаевіч Капуцкі; 10 января 1930, д. Селивоновка, Молодеченский повет, Виленское воеводство (II Речь Посполитая) — 24 декабря 2017) — белорусский химик. Заслуженный работник высшей школы БССР (1976), профессор (1978), доктор химических наук (1984), академик Национальной академии наук Беларуси (1994; член-корреспондент с 1989). Ректор Белорусского государственного университета (1990—1996).
Область научных интересов: физико-химия полисахаридов; химическая модификация целлюлозы; создание лекарственных препаратов.

## Биография
Родился 10 января 1930 года в деревне Селивоновка Молодеченского повета Виленского воеводства Польши (сейчас Минская область Республики Беларусь). После окончания учёбы в Белорусском государственном университете в 1954 году состоял на научной и преподавательской работе в БГУ и НИИ физико-химических проблем АН БССР.
В 1964—1965 годах работал заместителем председателя Госкомитета Совета Министров БССР по координации научно-исследовательских работ.
С 1965—1973 годах — доцент кафедры, заведующий кафедрой, декан химического факультета БГУ. В 1973—1985 годах занимал пост заместителя Министра высшего и среднего специального образования БССР и на это время прервал преподавательскую деятельность. С 1973 по 1989 год (и с 1996) заведовал лабораторией НИИ физико-химических проблем БГУ.
В 1989—1990 годах занимал должность проректора, а с 1990 года по 1995 год — ректора БГУ. Член ЦК в 1990—1991 годах. Член КПСС с 1963 года.
Умер 24 декабря 2017 года.

## Научная деятельность
Автор научных работ в области структурной и химической модификации целлюлозы и её производных. Объяснил влияние органических растворителей на реакционную способность оксида азота и целлюлозы, установил влияние аморфизации целлюлозы и предложил механизм избирательной окислительной реакции целлюлозы оксидом азота и её прямого растворения в смесях оксида азота с электронно-донорными растворителями.
Разработал и освоил технологию производства окисленной целлюлозы и ряда эффективных лекарственных средств на её основе. Им были проработаны варианты развития в Белоруссии собственного производства целлюлозных полуфабрикатов из соломы и другого сельскохозяйственного сырья.
Автор более 600 научных работ, двух монографий, двух учебных пособий, около 200 авторских свидетельств на изобретения и патентов. Подготовил 21 кандидата наук. Один из его учеников стал доктором наук.

## Награды и премии
- Орден «Знак Почёта» (1980 год)
- Медаль Франциска Скорины (1996 год)